# روبرت بروكس
روبرت بروكس (14 سبتمبر 1970 في المملكة المتحدة - ) (بالإنجليزية: Robert Brooks)‏ هو لاعب كريكت بريطاني. لعب مع Oxfordshire County Cricket Club ‏.

## وصلات خارجية
- روبرت بروكس على موقع إي آس بي آن كريك إنفو (الإنجليزية)